# Phong nghệ
Phong nghệ (danh pháp khoa học: Acer fabri) là một loài thực vật có hoa trong họ Bồ hòn. Loài này được Hance mô tả khoa học đầu tiên năm 1884.